# 楠木康平
楠木 康平（くすのき こうへい、2001年8月3日 - ）は、福島県郡山市出身の演歌歌手である。所属事務所はトップ・カラー。所属レコード会社は日本クラウン。

## 略歴
- 3歳の時に、「NHKのど自慢」に出場した母に憧れ、自分も歌を歌ってみたいと思うようになり、市内のボーカル教室に通い発声などを基礎から学ぶ。次第に自分の実力を試したいと思うようになり、高校2年生の時に全国規模のカラオケ大会に出場。そこで、県勢初の全国大会で優勝した[3]。
- 高校を卒業し上京。作曲家・あらい玉英に従事。5年間修行した[4]。
- 2023年に「日本クラウン新人オーディション」に出場。準グランプリを獲得した[5]。
- 2025年1月15日、シングル「北へひとり旅」でデビューした[6]。

## 人物
- 身長：178cm
- 血液型：O型
- 趣味：マラソン、ウォーキング、温泉めぐり、ボウリング
- 特技：パソコン、

デュエットで男性パート・女性パートそれぞれの声で歌い分けることができる
- 好きな食べ物：鍋
- 性 格 ： 素直、優しい、一度言われたことは守る、明るくポジティブ
- 好きな言葉 ： 何事もやり抜くこと
- 好きな色 ： ピンク
- 好きな女性のタイプ： 明るく気遣いのできる人
- やってみたいこと ： 日本中の温泉地に行くこと

## ディスコグラフィ

### シングル
- 全て日本クラウンからリリース。

| # | 発売日         | 曲順 | タイトル       | 作詞         | 作曲       | 編曲     | オリコン 最高順位 | 規格品番  |
| - | -------------- | ---- | -------------- | ------------ | ---------- | -------- | ----------------- | --------- |
| 1 | 2025年 1月15日 | 01   | 北へひとり旅   | 日野浦かなで | あらい玉英 | 夏目哲郎 | 28位              | CRCN-8723 |
| 1 | 2025年 1月15日 | 02   | おんなのワルツ | 井上登美子   | あらい玉英 | 夏目哲郎 | 28位              | CRCN-8723 |